# Rachel Cliff
Pour les articles homonymes, voir Cliff.
Rachel Cliff, née le 1er avril 1988 à Vancouver, est une athlète canadienne. Le 10 mars 2019, elle établit un nouveau record canadien sur marathon en terminant en 2:26:56 à Nagoya (Japon), surpassant ainsi le précédent record (2:28:00) datant de 2013, détenu jusqu’alors par Lanni Marchant.

## Carrière
Elle est onzième du marathon de Berlin 2018. Elle est médaillée de bronze du 10 000 mètres aux Championnats d'Amérique du Nord, d'Amérique centrale et des Caraïbes d'athlétisme 2018 à Toronto puis aux Jeux panaméricains de 2019 à Lima.

## Famille
Elle est mariée à l'athlète Chris Winter et est la nièce de la nageuse Leslie Cliff.